# 中村八朗
中村 八朗（なかむら　はちろう、1914年4月16日 － 1999年2月3日）は、昭和期の小説家。

## 経歴
長野県長野市出身。旧制長野中学（現長野県長野高等学校）、第二早稲田高等学院（現早稲田大学高等学院）を経て早稲田大学文学部仏文科卒業。吉江喬松にフランス文学を学んだ。高等学院時代に八木義徳、辻亮一、多田裕計らとともに同人誌『黙示』を創刊。『黙示』に載せた小説「或る尼僧の話」を丹羽文雄に評価され、以後師事する。1937年、丹羽の推挙により『早稲田文学』に処女作「古い絆」を発表、文壇デビューを果たす。初期の作品は僧侶を題材としたものが多かった。
大学卒業後、1938年から早稲田大学出版部に勤務するが、翌年応召され、松本市の歩兵第50連隊を経て、盛岡市の陸軍予備士官学校に入る。以後情報将校として、中国、インドシナ、マレーシア、インドネシアと転戦する。敗戦により投降軍人としてイギリスの捕虜となり、2年間シンガポールの収容所で強制労働させられる。戦後1949年復員。同年「桑門の街」で芥川賞候補になるが直木賞に回される。当初は芥川賞ではなく直木賞の候補となることを不本意と感じていたが、丹羽にけっきょく文学は一つだと諭される。1950年「白い蝙蝠」で、1952年「霊を持つ手」「貝殻追放」で、また「紋章家族」で、1953年「玉手箱」で、1954年「芽吹く頃」で、また長編『マラッカの火』で直木賞候補に挙がること七回の記録を作ったが、最後まで受賞に至らなかった。
丹羽主宰の同人誌『文学者』の中心的存在だった。1956年頃から青春小説やジュニア小説をメインに執筆。昭和40年代のジュニア小説ブームの中で、働く十代を主人公に設定した小説を多く発表した。1975年頃から、川上宗薫、富島健夫らが官能的な傾向を強めて流行作家となり、「ここにもセックスが入り込んできて、自分には書きにくいので、もっぱら戦争体験を書きだした」という。1978年に、敗戦までを描いた『ある陸軍予備士官の手記』、翌年には収容所での生活を演劇活動を中心に綴った『シンガポール収容所』を書いた。
『すばらしき友人』は1975年にNHKの少年ドラマシリーズにてテレビドラマ化された。その次に放映されたのが『なぞの転校生』であった。

## 著書
- マラッカの火 北辰堂 1954
- 高校卒業前後 河出新書 1956
- 知と愛の出発 小壷天書房 1958
- 愛と惑いの季節 小壷天書房 1958
- 獣の通る道 光風社 1958
- 遠いこだま 平凡出版 1958 のち春陽文庫
- 三人姉妹 秋元書房 1959 のち春陽文庫
- 青い実の熟す時 秋元書房 1960
- 娼婦と銃弾 講談社 1960
- 炎の季節 東方社 1961
- おせっかい屋さん 秋元書房, 1962
- すばらしき級友 秋元書房 1963　改題：すばらしき友人　春陽文庫
- 君と僕は高校生  秋元書房 1963
- 汚れた顔の男 長篇推理 東方社, 1963
- 聖女の領域 圭文館 1963
- 私の好きな人 秋元書房 1964  のち春陽文庫
- 若い果実たち 講談社 1964 のち春陽文庫
- ふりむかないで 秋元書房 1965
- すてきなウソ 秋元書房 1965
- 誰もが見る夢 秋元書房 1966
- ひとりっ子物語 秋元書房 1966
- 先生は独身 秋元書房 1966
- 限りなき慕情 秋元書房 1967
- 湖の誓い 集英社 1969 (コバルト・ブックス) のち文庫
- にじをかける少女 集英社 1969 (コバルト・ブックス)
- 青い海の誓い 集英社 1969 (コバルト・ブックス)
- 朝焼けの道遥か 集英社 1970 (コバルト・ブックス)のち文庫
- 高原の誓い 集英社 1970 (コバルト・ブックス)
- 若草の愛をきみに 集英社 1970 (コバルト・ブックス)
- 友情のかけ橋 偕成社 1971 (少女小説シリーズ)
- 青春をわれらに 春陽文庫 1971
- 雄魂!フィリピン・レイテ 学習研究社 1972
- 先生まって 偕成社 1975 (少女小説シリーズ)
- 青春にアタック 秋元文庫 1977
- ある陸軍予備士官の手記 現代史出版会 1978
- シンガポール収容所 現代史出版会 1979
- 十五日会と「文学者」 文壇資料 講談社 1981